# Luis de Guindos Jurado
Luis de Guindos Jurado (Madrid, 16 de gener de 1960), polític espanyol. Membre del Partit Popular, va ser ministre d'Economia i Competitvitat d'Espanya (2011-16).

## Biografia
Nascut a Madrid el 16 de gener de 1960, és llicenciat en Ciències Econòmiques i Empresarials pel Col·legi Universitari d'Estudis Financers (CUNEF) de Madrid on va obtenir el premi extraordinari de final de carrera. Va ingressar al Cos de Tècnics Comercials i Economistes de l'Estat on va ser el número u de la seva promoció.
Entre 1988 i 1996 va ser director va ser soci-conseller d'AB Assessores.
A l'Administració General de l'Estat va ser director general de Política Econòmica i Defensa de la Competència (1996-2000), secretari general de Política Econòmica i Defensa de la Competència (2000-02), secretari d'Estat d'Economia i secretari de la Comissió Delegada d'Afers Econòmics del Govern (2002-04).
Desenvolupà diferents responsabilitats en diferents organitzacions internacionals: vicepresident del Comitè de Política Econòmica de la Unió Europea (UE), cap de la Delegació del Consell de l'ECOFIN durant la presidència espanyola de la UE, cap de la Delegació espanyola del Comité de Política Econòmica de la OCDE, cap de la Delegació de la Reunió ministerial de la OCDE i membre del Comitè financer i econòmic de la Unió Europea.
Fou president del Comité d'Inversions del Fons de Reserva de la Seguretat Social.
Va treballar per Lehman Brohters on va ser president executiu per a Espanya i Portugal (2006-08), per Nomura Securities Brothers on fou president executiu per a Espanya i Portugal (2008) i per PricewaterhouseCoopers on va ser el responsable de Serveis Financers (2008-10).
També va ser el president de l'Aula de Dirigents de IE Business School, director del Centre del Sector Financer de PwC i IE Business i membre dels Consells d'Administració de les següents empreses: ENDESA, SA, ENDESA Chile, Unedisa, Logistica i BMN.
Quan Mariano Rajoy va ser investit president del Govern d'Espanya per primera vegada el va nomenar ministre d'Economia i Competitivitat d'Espanya. Va prendre possessió del càrrec el 22 de desembre de 2011.
A l'esgotar-se el seu mandat va continuar exercint en funcions les seves responsabilitats ministerials durant l'XI Legislatura -que va durar només uns mesos davant la impossibilitat del Congrés dels Diputats per escolli un president del Govern- i durant els primers mesos de la XII. El 16 d'abril de 2016 va assumir el despatx ordinari dels afers del Ministeri d'Indústria, Energia i Turisme arran de la vacant produïda per José Manuel Soria que va dimitir al fer-se públic que havia tingut participacions en una empresa offshore a Panamà.
En el segon mandat de Rajoy com a president del Govern d'Espanya, va ser nomenat ministre d'Economia, Indústria i Competitivitat, càrrec del qual va prendre possessió el 4 de novembre de 2016.

## Distincions

### Distincions honorífiques espanyoles
- Cavaller de l'Orde d'Isabel la Catòlica, gran creu (24 de maig de 2004).[9]